# 夸克偶素
夸克偶素（英語：Quarkonium，複數為）指的是無味的介子，即是由夸克及其對應的反夸克所組成的。夸克偶素的例子有J/ψ介子（粲夸克偶素
c

c

的例子）及Υ介子（底夸克偶素
b

b

的例子）。由於頂夸克的質量很大，在能夠生成束縛態之前，就已經通過電弱相互作用衰變掉，因此頂夸克偶素並不存在。一般夸克偶素一詞只用於粲夸克偶素及底夸克偶素，不用於其他輕夸克－反夸克對。這樣用是因為其他輕夸克（上、下及奇）實在比重夸克要輕得多。粲和底夸克與輕夸克間的巨大質量差，使得任一種味的夸克－反夸克對，都能有着相當分明的定義態。